# Love Lockdown
"Love Lockdown" (em português: Amor Trancado) é o primeiro single do rapper americano Kanye West em seu quarto álbum de estúdio 808's & Heartbreak. A música foi oficialmente para as rádios americanas dia 7 de Outubro. A canção possui vocais Auto-Tune processados.

## Videoclipe
O clipe de "Love Lockdown" estreou dia 7 de Outubro de 2008 no programa de TV The Ellen DeGeneres Show. A gravação do clipe foi feita na casa do próprio Kanye e o mostra em um quarto branco, também vestido de branco cantando versos da música.

## Faixas
| Reino Unido - CD Single 1. "Love Lockdown" - 4:30 | Reino Unido - 12" Picture Disc 1. "Love Lockdown" - 4:30 |  |

| Europa - 4-Faixa CD Single 1. "Love Lockdown" - 4:30 2. "Flashing Lights" (Versão do Álbum) - 3:57 3. "Stronger" (Remix de A-Trak) - 4:38 4. "Love Lockdown" (Vídeo) | CD Single - Remixes 1. "Love Lockdown" (Remix de Aerotronic) - 4:12 2. "Love Lockdown" (Chew Fu Small Room Fix) - 4:43 3. "Love Lockdown" (Edição de Flufftronix) - 5:04 4. "Love Lockdown" (Instrumental) - 4:11 5. "Love Lockdown" (Remix de Jake Troth) - 2:46 6. "Love Lockdown" (Principal) - 4:31 7. "Love Lockdown" (Edição de Rádio) - 4:15 |  |

## Desempenho nas Paradas
Billboard confirmou que "Love Lockdown" vendeu 213,000 em downloads digitais em apenas quatro dias completos de lançamento, o que fez com que a música estreasse no número #3 no Hot 100. Essa é a maior estreia da carreira de Kanye, e a segunda maior estreia no Hot 100 em 2008.
Na semana que terminou no dia 4 de Outubro, Love Lockdown estreou em 10º lugar no Global Track Chart, a parada mundial, com 174.000 pontos.

### Paradas
| Paradas (2008/2009)                              | Melhor posição |
| ------------------------------------------------ | -------------- |
| Alemanha - Top 100                               | 8              |
| Austrália - ARIA Charts                          | 18             |
| Áustria - Parada de Singles                      | 18             |
| Bélgica - Parada de Singles - Vlaanderen         | 13             |
| Bélgica - Parada de Singles - Wallonie           | 38             |
| Canadá - Hot 100                                 | 5              |
| Dinamarca - Parada de Singles                    | 4              |
| Estados Unidos - Billboard Hot 100               | 3              |
| Estados Unidos - Billboard Pop 100               | 8              |
| Estados Unidos - Billboard Hot R&B/Hip Hop Songs | 26             |
| Estados Unidos - Billboard Hot Digital Songs     | 2              |
| Europa - Top 100                                 | 10             |
| Finlândia - Parada de Singles                    | 20             |
| Irlanda - Parada de Singles                      | 4              |
| Itália - Parada de Singles                       | 38             |
| Japão - Top 20                                   | 6              |
| Letônia - Parada de Singles                      | 1              |
| Noruega - Parada de Singles                      | 14             |
| Nova Zelândia - Parada de Singles                | 11             |
| Países Baixos - Parada de Singles                | 10             |
| Portugal - Parada de Singles                     | 25             |
| Reino Unido - UK Singles Chart                   | 8              |
| Suécia - Parada de Singles                       | 11             |
| Suíça - Parada de Singles                        | 18             |
| Mundo - United World Chart                       | 7              |

## Desempenho - United World Chart
| 1  | 10 | 174.000 | 174.000   |
| 2  | 10 | 178.000 | 352.000   |
| 3  | 21 | 117.000 | 469.000   |
| 4  | 18 | 128.000 | 597.000   |
| 5  | 15 | 138.000 | 735.000   |
| 6  | 13 | 148.000 | 883.000   |
| 7  | 14 | 151.000 | 1.034.000 |
| 8  | 12 | 179.000 | 1.213.000 |
| 9  | 7  | 192.000 | 1.405.000 |
| 10 | 8  | 187.000 | 1.592.000 |
| 11 | 12 | 176.000 | 1.768.000 |
| 12 | 11 | 177.000 | 1.945.000 |
| 13 | 11 | 166.000 | 2.121.000 |
| 14 | 12 | 166.000 | 2.287.000 |
| 15 | 10 | 252.000 | 2.539.000 |
| 16 | 12 | 198.000 | 2.737.000 |
| 17 | 15 | 165.000 | 2.902.000 |
| 18 | 16 | 147.000 | 3.049.000 |
| 19 | 25 | 116.000 | 3.165.000 |
| 20 | 29 | 97.000  | 3.262.000 |